# (5341) Purgathofer
(5341) Purgathofer (6040 P-L) – planetoida z pasa głównego asteroid okrążająca Słońce w ciągu 3,22 lat w średniej odległości 2,18 j.a. Odkryta 24 września 1960 roku.